# عالم منفصل (فلم)
عالم منفصل (بالإنجليزية: A World Apart)، هُو فيلم دراما زيمبابوي بريطاني صدر سنة 1998 وأخرجه كريس مينجيز. الفيلم من بُطولة طاقم تمثيل مُكون من باربرا هيرشي و‌ديفيد سوشيه و‌جيروين كاربي و‌بول فريمان و‌تيم روث و‌جودي ماي.

## وصلات خارجية
- عالم منفصل على موقع IMDb (الإنجليزية)
- عالم منفصل على موقع روتن توميتوز (الإنجليزية)
- عالم منفصل على موقع نتفليكس (الإنجليزية)
- عالم منفصل على موقع ألو سيني (الفرنسية)
- عالم منفصل على موقع أول موفي (الإنجليزية)
- عالم منفصل على موقع بوكس أوفيس موجو (الإنجليزية)
- عالم منفصل على موقع فيلمافينيتي (الإسبانية)
- عالم منفصل على موقع قاعدة بيانات الأفلام السويدية (السويدية)
- عالم منفصل على موقع قاعدة بيانات الفيلم (الإنجليزية)
- عالم منفصل على موقع ليتربوكسد (الإنجليزية)